# Amin Affane
Amin Affane, de son nom complet Amin Tareq Affane, né le 21 janvier 1994 à Angered en Suède, est un footballeur suédo-marocain. Il évolue au poste de milieu de terrain au IFK Göteborg. Il possède la double nationalité marocaine et suédoise.

## Biographie
Amin naît à Angered en Suède de parents marocains. Il commence le football dans le club amateur du Lärje-Angered, avant d'être repéré par les scouts de Chelsea à l'âge de seize ans.
Avec les espoirs suédois, il participe au championnat d'Europe espoirs en 2017. Lors de cette compétition organisée en Pologne, il doit se contenter du banc des remplaçants. Avec un bilan de deux nuls et une défaite, la Suède ne parvient pas à dépasser le premier tour.
Avec le club de l'AIK Solna, il participe au tour préliminaire de la Ligue Europa (sept matchs, un but).

## Palmarès
- Vice-champion d'Allsvenskan en 2016 et 2017 avec l'AIK Solna